# U.S. Highway 191
Der U.S. Highway 191 ist ein Ableger des U.S. Highways 91 mit zwei nicht verbundenen Ästen. Der nördliche Teil führt über 708 km von Loring, an der Grenze zwischen den Vereinigten Staaten und Kanada bis zum Westeingang des Yellowstone-Nationalparks. Der südliche Zweig hat eine Länge von 2358 km und reicht von der Südgrenze des Yellowstone-Nationalparks bis nach Douglas, Arizona an der Grenze zwischen den Vereinigten Staaten und Mexiko. Der Highway führt durch die Bundesstaaten Montana, Wyoming, Utah und Arizona.

## Streckenverlauf

### Arizona
US 191 beginnt in Arizona an der mexikanischen Grenze in Douglas und verläuft in nördlicher Richtung bis zur Kreuzung mit der Interstate 40 in Sanders auf der Trasse des früheren U.S. Highways 666. Von Cochise an hat der Highway einen 20 Meilen langen gemeinsamen Streckenverlauf mit Interstate 10, von Safford an für einige Meilen mit U.S. Highway 70 sowie zwischen Alpina und Saint Johns für 57 Meilen mit U.S. Highway 180.
Zwischen Springerville und Morenci ist der Highway als National Scenic Byway ausgewiesen und trägt den Namen Coronado Trail Scenic Byway, da dieser Abschnitt in etwa dem Weg entspricht, den Francisco Vásquez de Coronado zwischen 1540 und 1542 genommen hat. Auf diesem Abschnitt ist die Straße eine gefährliche Bergstrecke mit scharfen Kurven und schmalen oder fehlenden Seitenstreifen und führt an steilen Abhängen entlang. Der Highway ist die Hauptzufahrtsroute zum Canyon de Chelly National Monument.
Über Ganado und Round Rock führt der Highway nach Mexican Water, wo kurz vor der Staatsgrenze zu Utah U.S. Highway 160 gekreuzt wird.

### Utah

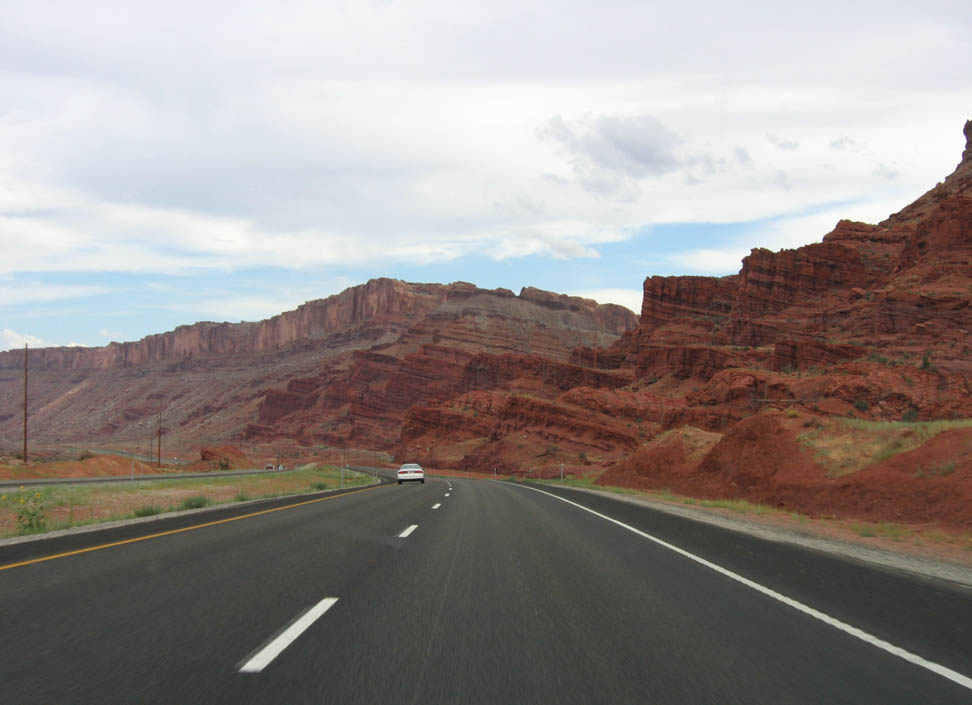
US 191 nördlich von Moab, Utah.

US 191 erreicht den Bundesstaat Utah südlich von Bluff im Gebiet der Navajo Nation. In Bluff kreuzt US 191 den östlichen Endpunkt von U.S. Highway 163. Die Strecke führt dann durch kärglich genutztes Gebiet nordwärts über Monticello und Moab nach Crescent Junction. Von dort führt der Highway gemeinsam mit der Interstate 70 westwärts nach Green River, wo US 191 gemeinsam mit U.S. Highway 8 nach Norden abbiegt. Zehn Meilen nördlich von Price zweigt US 191 nach Nordosten ab. Zwischen Duchesne und Vernal verläuft die Strecke gemeinsam mit U.S. Highway 40. Die Strecke verläuft dann nordwärts durch den Osten der Uinta Mountains und verlässt dann Utah am Flaming Gorge Reservoir.
In Utah, wo der Highway sich über den Indian Summit hinweg bei Price und nochmals in den Uinta Mountains zweimal der Höhe von dreitausend Metern über dem Meeresspiegel nähert, sind drei Streckenabschnitte als National Scenic Byways ausgewiesen. Zwischen den Kreuzungen mit U.S. Highway 163 und Utah State Route 95 ist US 191 Teil des Trail of the Ancients, zwischen Moab und Vernal Teil des Dinosaur Diamond Prehistoric Highways und in Vernal beginnt der Flaming Gorge-Uintas Scenic Byway.

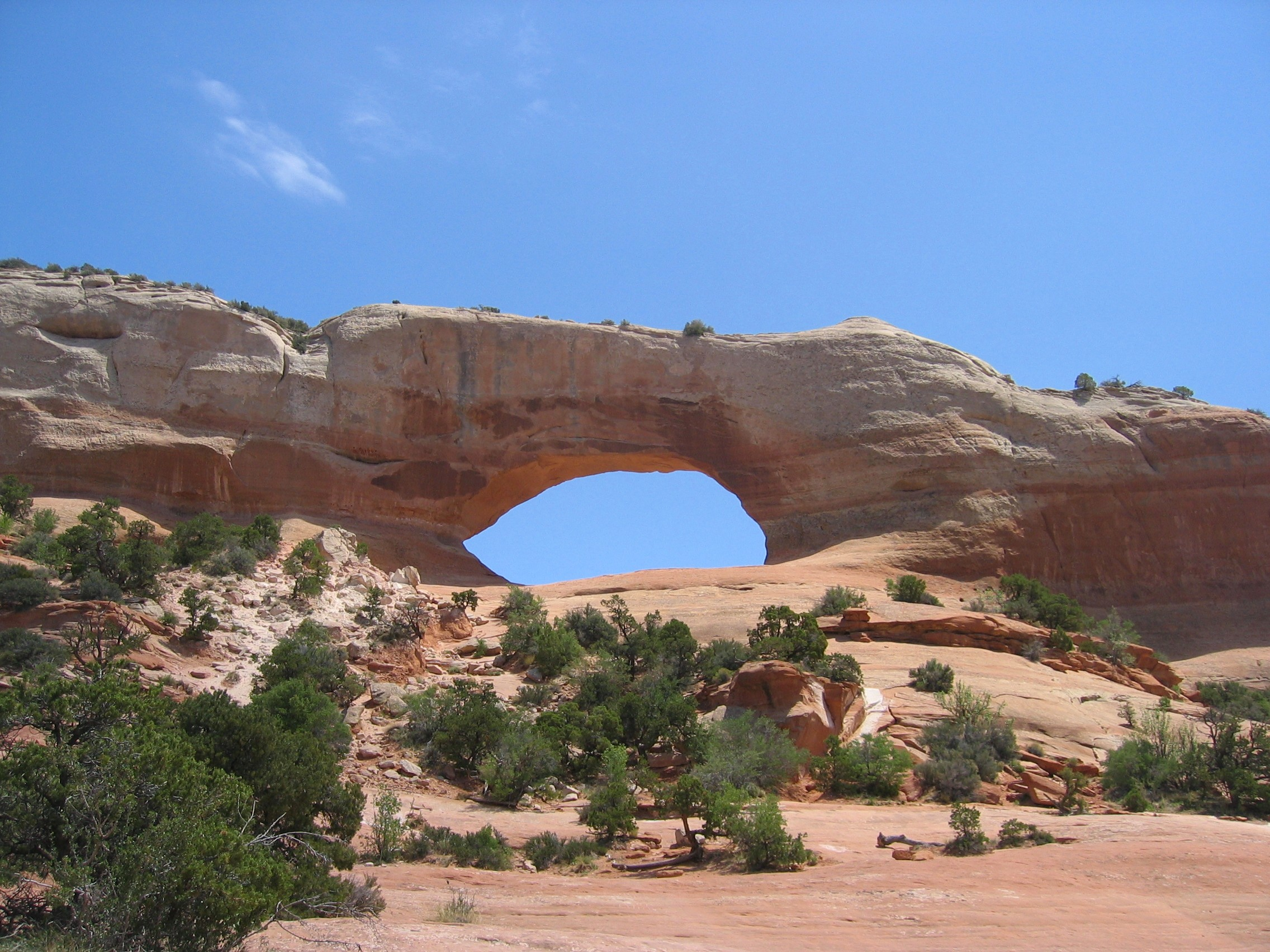
Wilson Arch am US 191

In Utah besteht über US 191 der Zugang zu den folgenden Parks und Monumenten:
- Monument Valley
- Glen Canyon National Recreation Area
- Hovenweep National Monument
- Natural Bridges National Monument
- Capitol Reef National Park
- Canyonlands National Park
- Arches National Park
- Dead Horse Point State Park
- Dinosaur National Monument
- Flaming Gorge National Recreation Area.

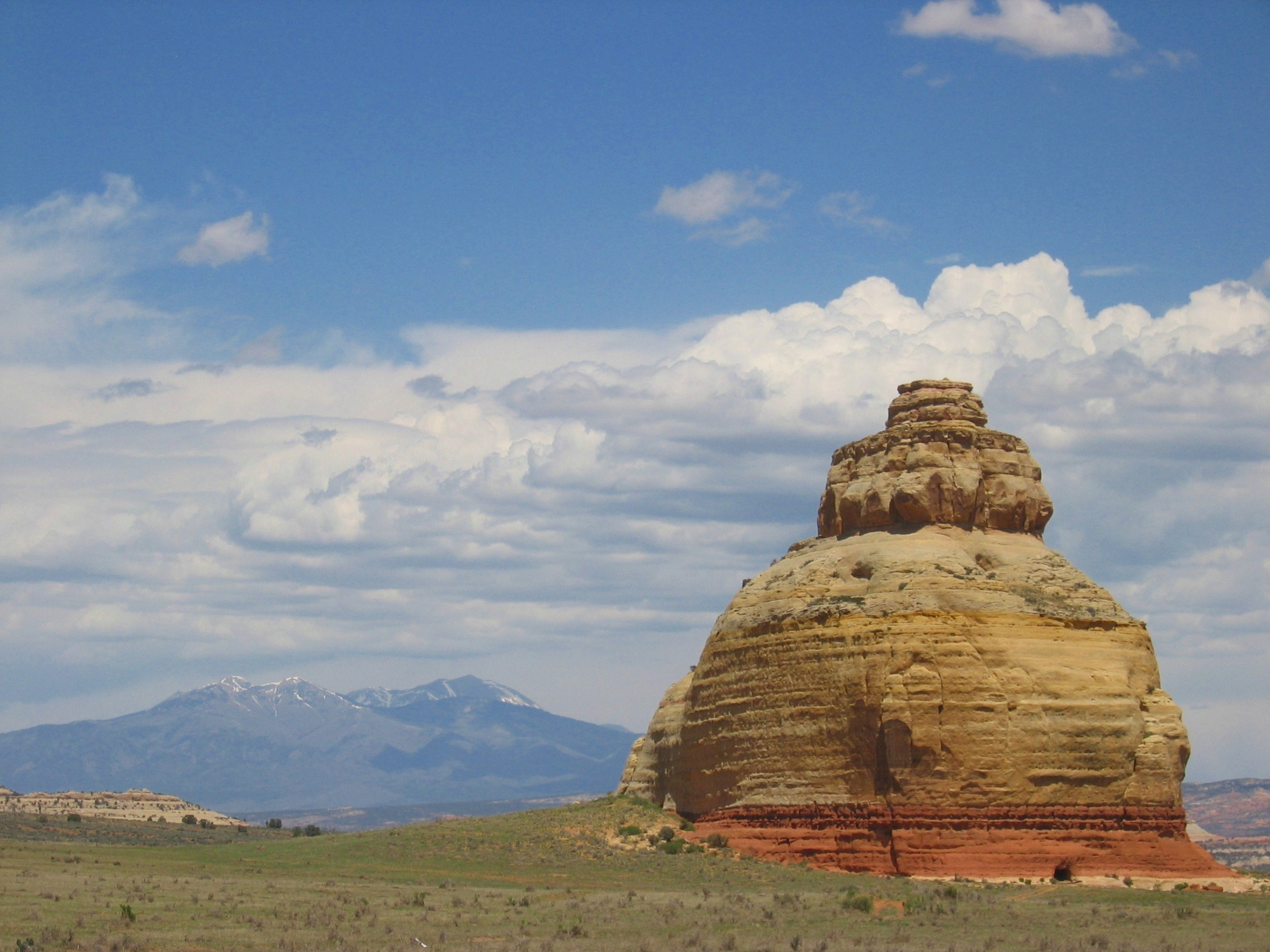
Church Rock, eine Landmarke bei der Kreuzung von US 191 mit Utah State Route 211.

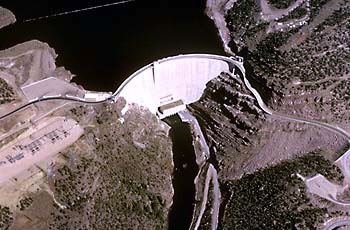
U.S. 191 führt über den Flaming Gorge Dam.

### Wyoming
US 191 gelangt östlich des Flaming Gorge Reservoirs nach Wyoming. Die Strecke führt über ein zerklüftetes Ödland entlang einer Trasse, die zum größten Teil in den 1970er Jahren gebaut wurde, zur Interstate 80 am Exit 99, direkt westlich von Rock Springs. Dieser Teil der Strecke wird in Wyoming auch als „East Flaming Gorge Road“ bezeichnet.
Nördlich an Rock Springs vorbeiführend, verläuft die Strecke gemeinsam mit der Interstate 80 ostwärts bis zum Exit 104. US 191 zweigt dann nach Norden ab und folgt der früheren Route von US 187 über Eden, Farson und Pinedale zur Kreuzung mit US 189 in Daniel Junction. Weiter nordwärts gerichtet, verläuft der Highway durch ein zunehmend bergigeres Gelände zum Bridger-Teton National Forest und durch die kleine Gemeinde Bondurant, bevor der Abstieg durch die enge Schlucht des Hoback Rivers beginnt. Nach Hoback Junction verläuft US 191 auf einem gemeinsamen Abschnitt mit US 26 und US 89 entlang des Laufes des Snake Rivers nach Jackson.
Nördlich von Jackson erreicht die Trasse von US 191 den Grand Teton National Park auf einem gemeinsamen Streckenabschnitt mit US 26 und US 89. In Moran Junction treffen diese Highways US 287; US 191, US 89 und US 287 führen gemeinsam nordwärts, sind jedoch innerhalb des Parks nicht als Highways ausgeschildert. Über den John D Rockefeller, Jr. Memorial Parkway führt die Strecke durch bergiges, bewaldetes Gelände zum Südeingang des Yellowstone-Nationalparks. Innerhalb des Nationalparks ist kein offizieller Streckenverlauf von US 191 ausgeschildert.

### Montana
US 191 in Montana beginnt am Westeingang zum Yellowstone National Park, genauer am Stadtrand von West Yellowstone. Der Highway führt nach Norden und verläuft dabei auf acht Meilen gemeinsam mit US 287, bevor er leicht nach Osten schwenkt und in den Nationalpark zurückkehrt. Er durchquert bewaldetes, bergiges Gebiet und macht eine Schleife nach Wyoming, bevor er den Nationalpark am Oberlauf des Gallatin Rivers verlässt. Die Strecke folgt dem Fluss durch seinen schmalen Canyon, an Big Sky vorbei nach Bozeman. Bozeman ist die einwohnerreichste Stadt an der gesamten Strecke.
Von Bozeman verläuft der US 191 für 58 Meilen gemeinsam mit der Interstate 90 ostwärts, bis nach Big Timber, von wo aus die Strecke wieder nordwärts führt. Die Straße führt durch hügeliges Weideland am östlichen Rand der Crazy Mountains nach Harlowton, wo US 191 einen kurzen gemeinsamen Streckenabschnitt mit U.S. Highway 12 hat. Nördlich von Harlowton verläuft US 191 auf 37 Meilen gemeinsam mit Montana State Route 3 bis nach Eddie’s Corner, von wo aus US 191 dann ostwärts nach Lewistown führt, gemeinsam mit U.S. Highway 87 und Montana State Route 200. Die drei Highways sind in diesem Abschnitt drei unterschiedlichen Kompassrichtungen zugeordnet; in Richtung Lewistown gelten US 191 als nordwärts, US 87 als südwärts und Montana 200 als ostwärts gerichtet.
US 191 überquert danach den Missouri River im Charles M. Russell National Wildlife Refuge und erreicht die kanadische Grenze hinter Malta, Montana. Der nördliche Endpunkt an der internationalen Grenze ist Port Morgan. Auf kanadischem Staatsgebiet führt die Straße als Saskatchewan Highway 4 nach Swift Current, Alberta.

## Geschichte

US 191 nutzt die Trassen verschiedener frühere U.S. Highways und State Routes

### Frühere Streckenführung
Der Verlauf des Highways 191 hat sich im Laufe der Jahre wesentlich geändert. Die Straße wurde mehrfach verlängert und verkürzt. Die ursprüngliche Streckenführung von 1926 verband Idaho Falls, Idaho mit West Yellowstone, Montana, entlang der Strecke, die heute als U.S. Highway 20 geführt wird. West Yellowstone ist die einzige Stadt, die seit Anfang stets an der Strecke gelegen ist. Heute ist US 191 fast zehnmal so lang wie die eigentliche Stammstrecke, die größtenteils abgewidmet wurde.
Zeitweilig war US 191 mit der Stammstrecke U.S. Highway 91 doppelt verbunden: in Idaho Falls, Idaho und in Brigham City, Utah. Heute hat der Highway keine Verbindung mehr mit der Stammstrecke und führt auch nicht mehr durch Idaho. In Utah gab es zwei vollständig unterschiedliche Streckenabschnitte von US 191 in verschiedenen Gebieten des Bundesstaates. Der ursprüngliche Abschnitt ist heute Utah State Route 13 und somit großteils ein Zubringer zum Interstate 15.

### Erweiterung 1982
1981 war durch den Bau der Interstate 15 und die Verlängerung anderer Highways US 191 zu einem Stummel geworden, der lediglich West Yellowstone und Malta verband. Utah und Wyoming leisteten bei der AASHTO kräftig Lobbyarbeit für einen einzelnen Highway, der die verschiedenen Nationalparks in den beiden Bundesstaaten miteinander verbinden würde, um so den Tourismus anzukurbeln. Der ursprüngliche Vorschlag sah vor, dass U.S. Highway 163 nach Norden bis nach Wyoming verlängert werden sollte. Später entschied man sich jedoch, Arizona in diese Pläne einzubeziehen und deswegen wurde US 191 nach Süden verlängert. Der größte Teil des südlichen Streckenabschnitte machte Verwendung von existierenden Highways, wobei allerdings einige neue Abschnitte gebaut wurden. Mit der Fertigstellung 1982 erreichte US 191 den Interstate 40 in Arizona.
In Wyoming beinhaltete US 191 nun den früheren U.S. Highway 187, der ursprünglich 1926 als Zweig zum U.S. Highway 87W (heute U.S. Highway 287) in Jackson Lake Junction südwärts zum U.S. Highway 30 in Rock Springs führte. Obwohl US 187 schon 1982 in US 191 aufging, führt die American Association of State Highway and Transportation Officials die Straßennummer in ihrer jüngsten Liste (von 1989) noch als kurzen eigenständigen Straßenabschnitt zwischen Rock Springs und der Interstate 80.
Die Kombination von Neubaustrecken und die Aufwertung von existierenden County Roads führte schließlich zu einer direkteren Verbindung zwischen der Interstate 80 in Wyoming und dem Flaming Gorge Reservoir.
Zwischen der Staatsgrenze nach Utah und Vernal verläuft US 191 großteils auf einem früheren Abschnitt von Utah State Route 44 und zwischen Duchesne und Helper trat US 191 vollständig die Nachfolge von Utah State Route 33 an. Zwischen Crescent Junction und war die Strecke früher als US 163 ausgeschildert, die nunmehr wesentlich kürzer ist.
Von Bluff bis zur Kreuzung mit US 160 in Arizona wurde die Strecke neugebaut. Damit erreichte US 191 erstmals während seiner Existenz Arizona. Zwischen US 160 und I-40 verläuft der Highway auf der früheren Arizona State Route 63.

### Spätere Erweiterungen
1992 ersuchte Arizona um eine neue Nummer für den auf den Bundesstaat entfallenden Abschnitt von U.S. Highway 666, weil die Straßenschilder mit dieser Nummer sehr häufig gestohlen wurden. Zudem glaubten viele Leute, dass die Straße wegen der Nummer des Teufels „verflucht“ sei. Deswegen wurde US 191 stattdessen bis zur mexikanischen Grenze in Douglas, Arizona verlängert. Als man 1999 den Abschnitt zwischen Malta und der kanadischen Grenze hinzufügte, wurde US 191 der bisher letzte U.S. Highway, der die beiden internationalen Grenzen der Vereinigten Staaten miteinander verband. Als 2003 New Mexico um die Neunummerierung von US 666 bat, wurde der Rest dieses Highways als U.S. Highway 491 neunummeriert, wobei die Endziffernfolge 91 gewählt wurde, weil sich der nördliche Endpunkt an einer Kreuzung mit US 191 in Monticello, Utah befindet.